# René Ortubé
René Ortubé (ur. 26 grudnia 1964 w La Paz) – boliwijski sędzia piłkarski. 
Sędziował jeden mecz Mundialu 2002 (Szwecja – Nigeria w Kobe).